# Abraham & Straus
La Abraham & Straus (o A&S) è stata un importante department store newyorkese, situato a Brooklyn.
Il primo (Abraham & Wechsler) negozio fu aperto nel 1865 al numero 285 di Fulton Street, dal giovanissimo Abraham Abraham e da Joseph Wechsler.
Il 1º aprile 1893, Nathan Straus, Isidor Straus e Simon Rothschild comprarono le quote di Wechsler e lo store fu rinominato Abraham & Straus.
La Federated Department Stores soppresse il marchio A&S nel 1994, subito dopo l'acquisizione dell'azienda da parte della R.H. Macy & Company. La maggior parte dei punti vendita A&S venne rinominata con il logo dell'azienda che la controllava, sebbene una componente minore fosse entrata nel gruppo Stern's, con sede a Paramus (New Jersey).